# Meillac

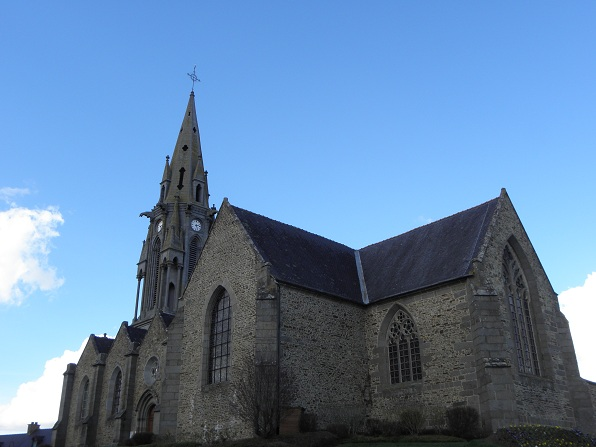
Igreja St Martin de Meillac

Meillac é uma comuna francesa na região administrativa da Bretanha, no departamento Ille-et-Vilaine. Estende-se por uma área de 32,09 km². Em 2010 a comuna tinha 1 911 habitantes (densidade: 59,6 hab./km²).